# Kamača
Kamača (mađ. Kálmáncsa) je selo u južnoj Mađarskoj.
Zauzima površinu od 48,85 km četvornih.

## Zemljopisni položaj
Nalazi se na 46° 4' sjeverne zemljopisne širine i 17° 37' istočne zemljopisne dužine.
Mrnja je 5 km istočno, Kisdobsza je 2,5 km, a Dopsa je 3 km jugoistočno, Išvandin je 2,5 km južno, Suljok je 3 km zapadno-jugozapadno, a Senđuđ je 4,5 km sjeverozapadno.
2 km istočno-jugoistočno i 2 km sjeverozapadno se nalazi nekoliko ribnjaka.

## Upravna organizacija
Upravno pripada Barčanskoj mikroregiji u Šomođskoj županiji. Poštanski broj je 7538.

## Stanovništvo
Kamača ima 715 stanovnika (2001.). Mađari su većina. Romi čine 4,2% te ostali. Rimokatolika je 68,6%, kalvinista je 20,5% te ostalih. 

## Vanjske poveznice
- Kamača na fallingrain.com